# هراير مكويان
هراير مكويان (2 سبتمبر 1986 بغيومري في أرمينيا - ) هو لاعب كرة قدم أرمني في مركز الدفاع. شارك مع منتخب أرمينيا تحت 21 سنة لكرة القدم ومنتخب أرمينيا لكرة القدم. أما مع النوادي، فقد لعب مع أرارات يريفان ونادي أوليسيس ونادي استقلال طهران ونادي شيراك ونادي ميكا وسبارتاك نالتشيك وSK Dynamo České Budějovice ‏ ونادي جاندجاسر كابان.

## وصلات خارجية
- هراير مكويان على موقع الاتحاد الأوربي (الإنجليزية)
- هراير مكويان على موقع قاعدة بيانات كرة القدم.إي يو (الإنجليزية)
- هراير مكويان على موقع ناشيونال فوتبول تيمز (الإنجليزية)
- هراير مكويان على موقع Soccerway.com (الإنجليزية)
- هراير مكويان على موقع عالم كرة القدم.نت (الإنجليزية)